# جامي والكر
جامي والكر  (بالإنجليزية: Jamie Walker)‏ (25 يونيو 1993 إدنبرة اسكتلندا) هو لاعب كرة قدم اسكتلندي يلعب كلاعب وسط.

## روابط خارجية
- جامي والكر على موقع الاتحاد الأوربي (الإنجليزية)
- جامي والكر على موقع قاعدة بيانات كرة القدم.إي يو (الإنجليزية)
- جامي والكر على موقع Soccerbase.com (لاعب) (الإنجليزية)
- جامي والكر على موقع Soccerway.com (الإنجليزية)
- جامي والكر على موقع عالم كرة القدم.نت (الإنجليزية)